# 〜 Enjoy Everyday 〜 まいたの
『〜Enjoy Everyday〜まいたの』（エンジョイ エブリデイ まいたの）は、2023年1月4日からラジオ沖縄で毎週月曜 - 金曜 9:30 - 11:30（日本標準時）に放送されているラジオ番組。

## 概要
『BALLOON バルーン』に替わってスタートしたワイド番組。
前番組と同様に10時台と11時台にラジオカーリポートを行い、間の 10:50 - 11:00 に『前田すえこのこだわり健康ジョッキー』を放送。他に『快適生活ラジオショッピング』なども放送する。エンディングでは『ティーサージ・パラダイス』のMCとのクロストークを行う。

## パーソナリティ
- 金城しおり（月曜・火曜）[2]
- 嘉数ゆり（水曜・木曜）[2]
- 杉原愛（金曜）[2] - 『BALLOON バルーン』から続投。
  - 當銘真喜子 - 杉原の産休に伴い2025年1月10日より金曜の代役を担当